# Busuu
Busuu es una aplicación y comunidad en línea que permite el aprendizaje de idiomas desde cero o el refuerzo de las capacidades lingüísticas. La página proporciona unidades de aprendizaje en 14 idiomas diferentes (inglés, español, francés, alemán, italiano, neerlandés, portugués, ruso, turco, polaco, árabe, japonés, chino y coreano.) que pueden ser añadidos al portafolio de aprendizaje de los usuarios y dar seguimiento a sus progresos.

## Origen del nombre
Busuu es una lengua hablada en Camerún. Según un estudio tecnológico llevado a cabo en los ochenta del siglo pasado, tan solo ocho personas hablaban este idioma minoritario. El código ISO 639-3 para Busuu es bju.

## Concepto
Busuu es una empresa start-up ubicada en Londres, su objetivo es ayudar a quienes desean mejorar sus capacidades lingüísticas. La página cuenta con numerosos hablantes nativos, y ha revolucionado el modo de aprender idiomas gracias a programas multimedia y el intercambio lingüístico a través del ordenador.
Todos los usuarios pueden corregir los ejercicios de otros usuarios o contactar con otros hablantes para compartir sus dudas o incluso comenzar una videoconferencia. Además de conectar con otros usuarios, Busuu ofrece unidades de aprendizaje que cubren varios asuntos, con frases y vocabulario representados por imágenes y sonidos pronunciados por voces profesionales de personas según el idioma seleccionado. La mayoría de estas actividades pueden ser utilizadas sin necesariamente participar en el aspecto de “red social” de la página.
Busuu admite usuarios que hablan cualquier idioma, en cuyo caso cualquier persona de la comunidad tiene la posibilidad de aprender ese idioma. Ofrece cursos en los niveles A1, A2, B1, B2 y C1 (MCERL). Los usuarios se inscriben para estudiar uno o más idiomas. El material de estudio de una lengua se suele dividir en alrededor de 150 unidades. Las unidades consisten en preguntas de selección múltiple, ejercicios orales y escritura. Los usuarios actúan como estudiantes y tutores a la vez, siendo los encargados de corregir el trabajo de otros. Pueden conversar a través de una ventana de chat, utilizando busuutalk o enviando grabaciones de audio a otros usuarios.  
Hay dos clases de miembros: miembros ordinarios o gratuitos, y miembros prémium. Aunque la mayoría de  las funcionalidades son gratuitas, algunas, como las unidades gramaticales y funciones multimedia (tales como unidades de vídeo, grabación de voz, podcasts y la posibilidad de aprender más de un idioma simultáneamente), solo están disponibles para los usuarios prémium. El sitio vende materiales de sus asociados, tales como libros de referencia de gramática de Collins.
En junio de 2008, Busuu fue considerada como una de las top 10 startups.

## Desarrollo
La página se basa en una estructura Drupal. Busuu se caracteriza por una interfaz manejable con un tablero de mandos que cambian al mejorar tus capacidades lingüísticas, reforzando así los logros que se van consiguiendo en el aprendizaje. (Se puede apreciar como "Revisión".)
Con 100 millones de usuarios, ofrece cursos en 14 idiomas.

## Premios
En 2008, Busuu formó parte del proyecto de la Unesco "Año Internacional de las lenguas", tras su campaña para salvar el silbo gomero. Además, ganó un León de Plata en el Festival Internacional de Publicidad. En 2009, fue nominado al premio Tech Crunch y Premios de Internet, y en ese mismo año fue galardonado con la "Etiqueta Europea para Proyectos Innovadores en el Aprendizaje de Idiomas". En 2011 ganó el premio Tech Crunch como la mejor web de educación. En noviembre de 2012, Busuu recibió el premio Ventures Pitch Seven Day, gracias al que recibió 4 millones de euros para invertir en publicidad en Alemania. La jornada fue organizada por ProSiebenSat.1 Media AG en Londres.